# مكمل البروتين
قد يكون مكمّل البروتين مكمّلاً غذائيًّا أو مكمّلاً غذائيّاً لبناء الأجسام، وقد يأخذ شكل لوح بروتين أو مسحوق بروتين.

## التأثيرات

### الأيض (الاستقلاب)
في الأفراد غير الممارسين؛ لا تتأثر التغيرات في كتلة الجسم الخالية من الدهون وقوة العضلات بمكملات البروتين خلال الأسابيع الأولى من تمارين القوة؛ ومع ذلك فإن الأفراد الذين يعانون من فرط الوزن حين يتعاطون مكملات بروتين مصل اللبن فإنه قد يقل وزن أجسامهم، وإجماليّ كتلتهم الدهنيّة، وعوامل خطر الأمراض القلبيّة الوعائيّة.
تُعزّز مكمّلات البروتين أيضا مكاسب أكبر في كتلة الجسم العضليّة (الخالية من الدّهون) وقوة العضلات عند الأفراد المتمرّنين كلما زادت كثافة وتواتر ومدة تمارين القوى التي يمارسونها. تزيد -أي مكملات البروتين- من قوة العضلات وحجمها خلال تدريبات القوى المُطَوَّلَة لدى البالغين الأَصِحَّاء. غير أن الشَّيْخُوخَة تُقلل هذا التأثير؛ في حين أن زيادة الخبرات التمرينيّة تحاول تحقيق التوازن لتقليل التأثير السلبيّ للشَّيخُوخة على (المكملات البروتينية). بالإضافة إلى ذلك فإن تناول 1.6غرام/كغم تقريبا في اليوم من مكملات البروتين لا يؤدي إلى تحسين المكاسب في تركيب الجسم(الكتلة الخالية من الدّهون).
أخيراً؛ لا يوجد دليل على التوقيت الأمثل لتعاطي مكملات البروتين، على الرغم من الاعتقاد المنتشر على نطاق واسع بأن مكملات البروتين ستكون أكثر فعاليّة قبل التمرين أو بعده.

### مرض الكلى المزمن
يُمكن أن تَتنَبه حالة التغذية عند الأشخاص الذين يعانون من مرض الكلى المزمن. ثمّة دليل يكاد يلمس القطعيّة، على أن الاستهلاك المنتظم للمكملات الغذائية المُرتكزة على البروتين المُتلقف عن طريق الفم قد تزيد ألبومين المصل، والألبومين: هو بروتين يمكن أن يكون أقل لدى الأشخاص المصابين بمرض الكلى المزمن بسبب زيادة طرحه في البول، وسوء التغذية. قد يكون تحسّن مستوى الألبومين بعد المكملات البروتينية أكبر لدى أولئك الذين يحتاجون غسيل الكلى أو الذين يعانون من سوء التغذية. يمكن أيضاً أن تزداد مستويات ال-pre-albumin- وقياسات محيط منتصف الذراع بعد المكملات، رغم أن الدليل لا يُعتبر قاطع الدلالة بعد. وعلى الرغم من كل ما يشير إلى التحسينات المحتملة في حالة التغذية، إلا إنه من غير الواضح ما إذا كانت مكملات البروتين تؤثر على جودة الحياة، ومتوسط العمر المتوقع، والالتهاب أو تركيب الجسم.